# براد سميث (لاعب هوكي جليد)
براد سميث هو لاعب هوكي جليد كندي، ولد في 13 أبريل 1958 في وندسور في كندا.

## وصلات خارجية
- براد سميث على موقع دوري الهوكي الوطني (الإنجليزية)
- براد سميث على موقع EliteProspects.com (الإنجليزية)
- براد سميث على موقع HockeyDB.com (الإنجليزية)
- براد سميث على موقع Hockey-Reference.com (الإنجليزية)